# Гринго

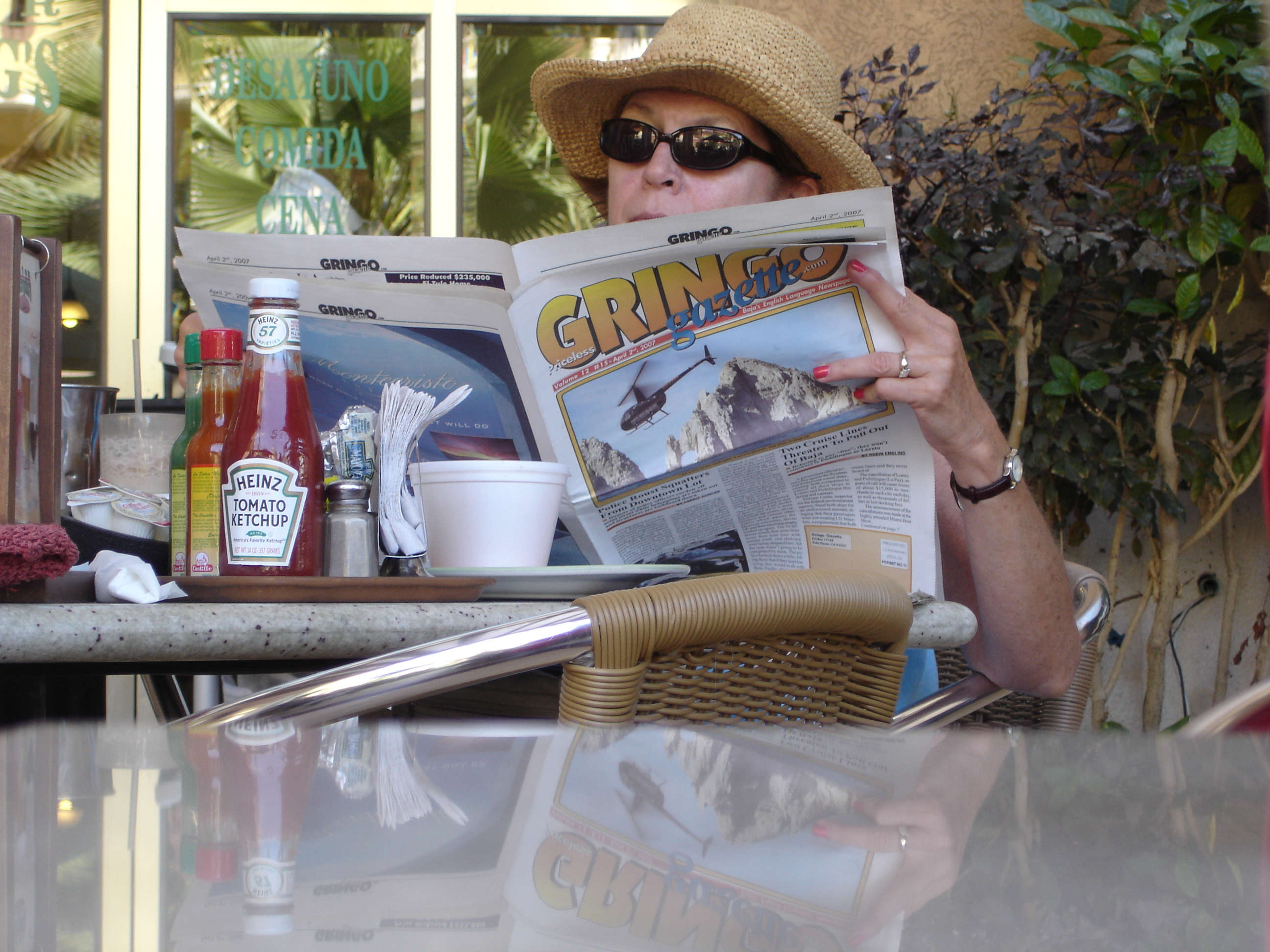
Газета «Гринго»

Гринго (англ. gringo від ісп. griego — грек) — іноземець, виходець із іншої країни, який спілкується англійською. У Бразилії переважно застосовується для позначення усіх туристів, здебільшого жителів Америки та Європи, які спілкуються англійською мовою. В Аргентині використовується для опису людей зі світлим кольором волосся. В деяких іспано- та португаломовних країнах Латинської Америки, у відповідному контексті, може використовуватись як позначення страв, а також зневажливої назви іноземців європеоїдів.